# Filioque
Filioque, mot llatí que literalment vol dir ‘i del Fill’, és una expressió utilitzada per a denominar una diferència substancial entre les doctrines de l'Església Catòlica Romana i les esglésies ortodoxes orientals.
En general l'Església catòlica romana, en la seua proclamació de fe o credo, en la part que diu: «Crec en l'Esperit Sant, que és Senyor i infon la vida, que procedeix del Pare», hi afegeix sempre «i del Fill» (filioque, en llatí)

Branques del cristianisme

A finals del segle VI, algunes esglésies llatines van afegir les paraules "i del Fill" (Filioque) a la descripció de la processó de l'Esperit Sant. La inclusió es va incorporar a la pràctica litúrgica de Roma el 1014, però va ser rebutjada pel cristianisme oriental i no apareix en la versió original acceptada per l'església universal abans del Gran Cisma d'Orient de l'any 1031 entre l'Església Catòlica Romana i l'Església Ortodoxa.
Les esglésies ortodoxes, a diferència de l'Església Catòlica Romana, creuen que l'Esperit Sant, d'acord amb la redacció original del Credo de Nicea de l'any 381, sols procedeix de Déu Pare, però no de Déu Fill, en el context de la fórmula teològica trinitària de gran part de les esglésies cristianes.